# Morti nel 1302
| Questa pagina contiene informazioni ricavate automaticamente dalle voci biografiche con l'ausilio del template Bio e di un bot. L'aggiornamento è periodico e automatico e ricostruisce completamente la pagina. Se manca una persona in questa lista, sei pregato di non aggiungerla, ma accertati piuttosto che la sua voce biografica contenga il template Bio e che i dati anagrafici siano correttamente compilati. Se il template Bio manca, inseriscilo tu stesso o, in alternativa, metti l'avviso {{tmp\|Bio}} che ne segnala la mancanza. Se i dati riportati sono sbagliati, correggi direttamente la voce biografica; le modifiche saranno visibili in questa lista entro pochi giorni. Per chiarimenti vedi il progetto biografie. La lista contiene solo le 32 persone che sono citate nell'enciclopedia e per le quali è stato implementato correttamente il template Bio. Pagina aggiornata al 2 lug 2025. |

- 2 gennaio - Enrico I di Meclemburgo, principe (n. 1230)
- 19 gennaio - Al-Hakim, califfo
- 24 gennaio - Cimabue, pittore italiano (n. 1240)
- 1º febbraio - Andrea da Segni, religioso italiano (n. 1240)
- 1º marzo - Gerardo Bianchi, cardinale e vescovo cattolico italiano
- 3 marzo - Ruggero Bernardo III di Foix, trovatore e conte francese
- 8 aprile - Muhammad II al-Faqih, sultano
- 9 aprile - Costanza II di Sicilia, regina (n. 1249)
- 2 maggio - Bianca d'Artois, contessa (n. 1248)
- 9 luglio - Giovanni Savelli, vescovo cattolico italiano
- 11 luglio - Guy I de Clermont, militare francese
- 11 luglio - Goffredo d'Aerschot, nobile
- 11 luglio - Jehan de Trie, generale francese
- 11 luglio - Simon de Melun, militare francese
- 11 luglio - Roberto II d'Artois, conte (n. 1250)
- 19 agosto - Violante d'Aragona e Sicilia, duchessa (n. 1273)
- 27 agosto - Maghinardo Pagani, condottiero e politico italiano
- 18 settembre - Eudocia Paleologa, imperatrice bizantina
- 29 ottobre - Matteo d'Acquasparta, cardinale, teologo e filosofo italiano (n. 1240)
- 17 novembre - Gertrude di Helfta, religiosa e santa tedesca (n. 1256)
- 17 dicembre - Pietro Valeriani Duraguerra, cardinale, diplomatico e notaio italiano
- 21 dicembre - Jean II d'Harcourt, militare francese
- 26 dicembre - Valdemaro di Svezia, re
- 31 dicembre - Federico III di Lorena, duca
- Tagino dei Bonacolsi, politico italiano
- John Comyn, II signore di Badenoch, nobile, politico e diplomatico scozzese
- Enrico III di Bar, nobile francese (n. 1259)
- Gammala, principe mongolo (n. 1263)
- Giorgio I Šubić, nobile croato
- Khalifa ibn Waqqasa, marocchino
- Richard Middleton, teologo inglese (n. 1249)
- Venedico Caccianemico, politico italiano (n. 1228)